# Plonéour-Lanvern
Plonéour-Lanvern é uma comuna francesa na região administrativa da Bretanha, no departamento Finisterra. Estende-se por uma área de 49,14 km². Em 2010 a comuna tinha 6 332 habitantes (densidade: 128,9 hab./km²).